# Grindavík

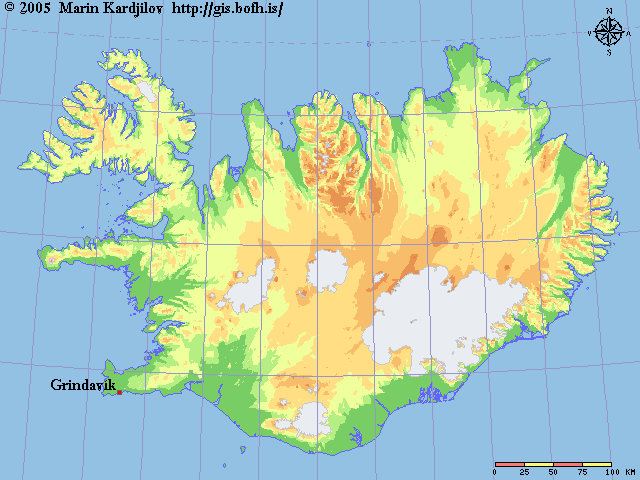
Localização da cidade

Grindavík ( PRONÚNCIA) é uma pequena cidade piscatória e município da península de Reykjanes, na costa sudoeste da Islândia.                                                                                                      

A cidade foi gravemente afetada pelos sismos e erupções vulcânicas na península de Reykjanes, desde 2021 e sobretudo em 2023-2024.

Em consequência disso, a cidade foi evacuada em 2023. Há uma intenção de reconstruir a cidade, tanto para os residentes como para os turistas.

Tem cerca de 3 575 habitantes (2024), e é sede da Comuna de Grindavíkurbær, pertencente à região de Suðurnes.

Há um centro esotérico na cidade.

## Economia
A sua economia está baseada na pesca e na indústria de transformação de peixe, além do atrativo turístico que é a Lagoa Azul, um banho geotérmico muito procurado.  

## Património
Uma das maiores atrações turísticas da cidade (e também da Islândia) é a Lagoa Azul. Com suas águas quentes e vaporosas, recebe mais de 10 000 turistas por ano e é uma das maiores riquezas industriais da cidade.
- Lagoa Azul (islandês: Bláa Lónið; termas geotérmicas ao ar livre)
- Museu do Peixe Salgado (islandês: Saltfisksetur Íslands; museu dedicado à herança piscatória da Islândia)

## Desporto
A cidade é sede do clube Ungmennafélag Grindavíkur.

- Ungmennafélag Grindavíkur (futebol; mais conhecido como UMFG.)

## Cidades-irmãs
- Ílhavo, Portugal
- Abrantes, Portugal
- Jonzac, França
- Penistone, Reino Unido
- Piteå, Suécia
- Rovaniemi, Finlândia
- Uniejów, Polónia

## Pessoas notáveis
Nesta cidade nasceu um escritor islandês famoso: Guðbergur Bergsson.

## Abalos sísmicos e ameaça vulcânica em novembro de 2023
Em 10 de novembro de 2023, a cidade foi evacuada por precaução, devido a preocupações com a possibilidade crescente de uma erupção vulcânica na zona. Esta medida foi tomada depois de a península de Reykjanes ter sido repetidamente abalada por centenas de sismos e de o centro da atividade sísmica se ter deslocado em direção a Grindavík. Entretanto, foi descoberto um dique de magma subterrâneo, que também se estende até à cidade.
A 18 de dezembro, uma erupção vulcânica a norte de Grindavík levou à evacuação da cidade. Em 14 de janeiro, nova erupção, que destruiu algumas casas da cidade. Em 9 de fevereiro, a terceira erupção começou na madrugada de 8 de fevereiro.
As erupções Sundhnúkur de 2023–2024 são uma série de erupções vulcânicas a decorrer península de Reykjanes, próximo da cidade de Grindavík, do complexo vulcânico Eldvörp–Svartsengi.

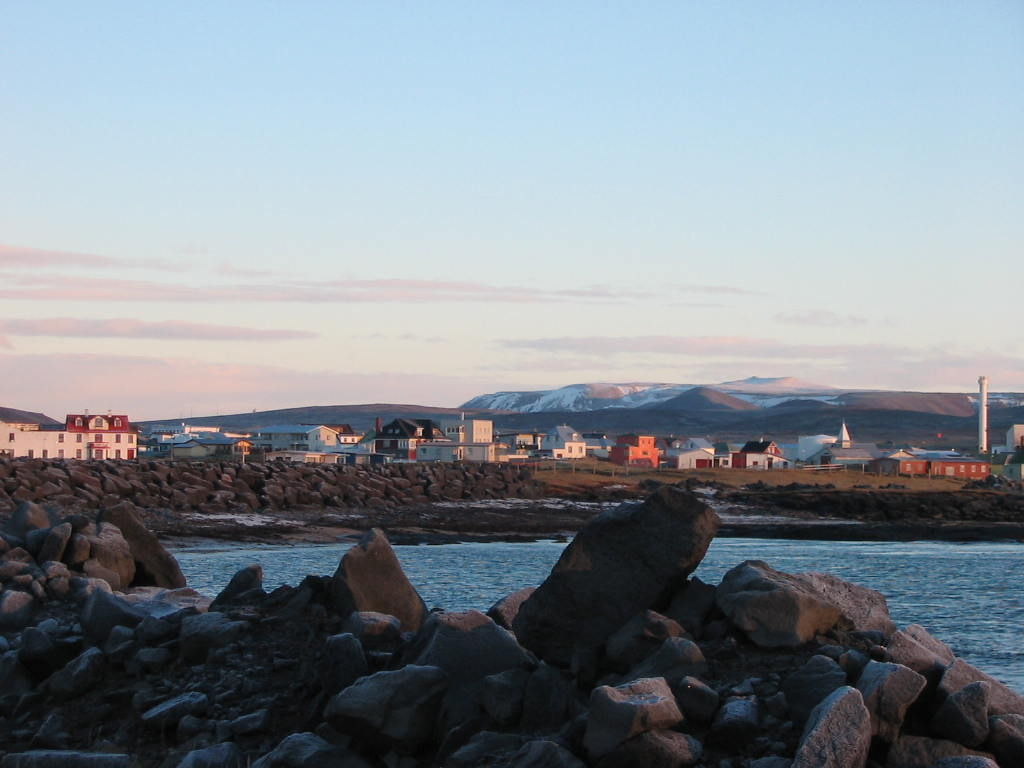
Grindavík
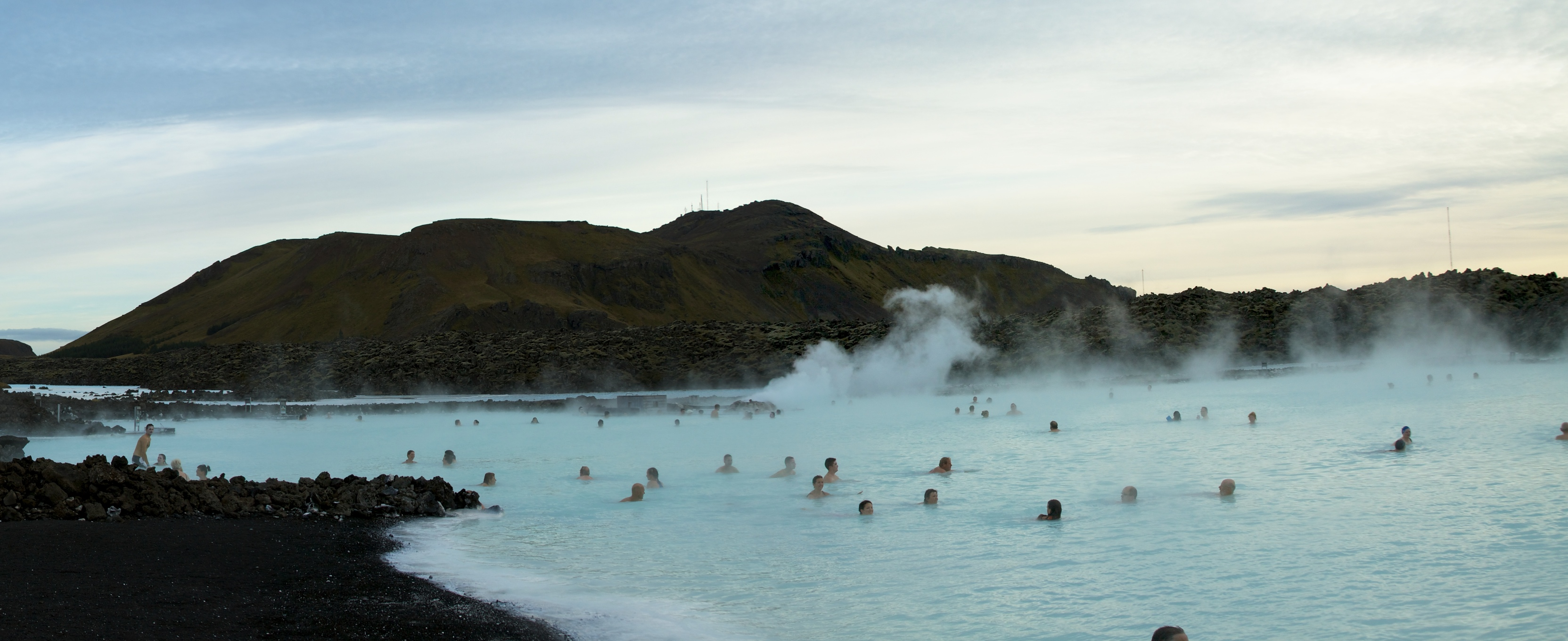
Termas da Lagoa Azul
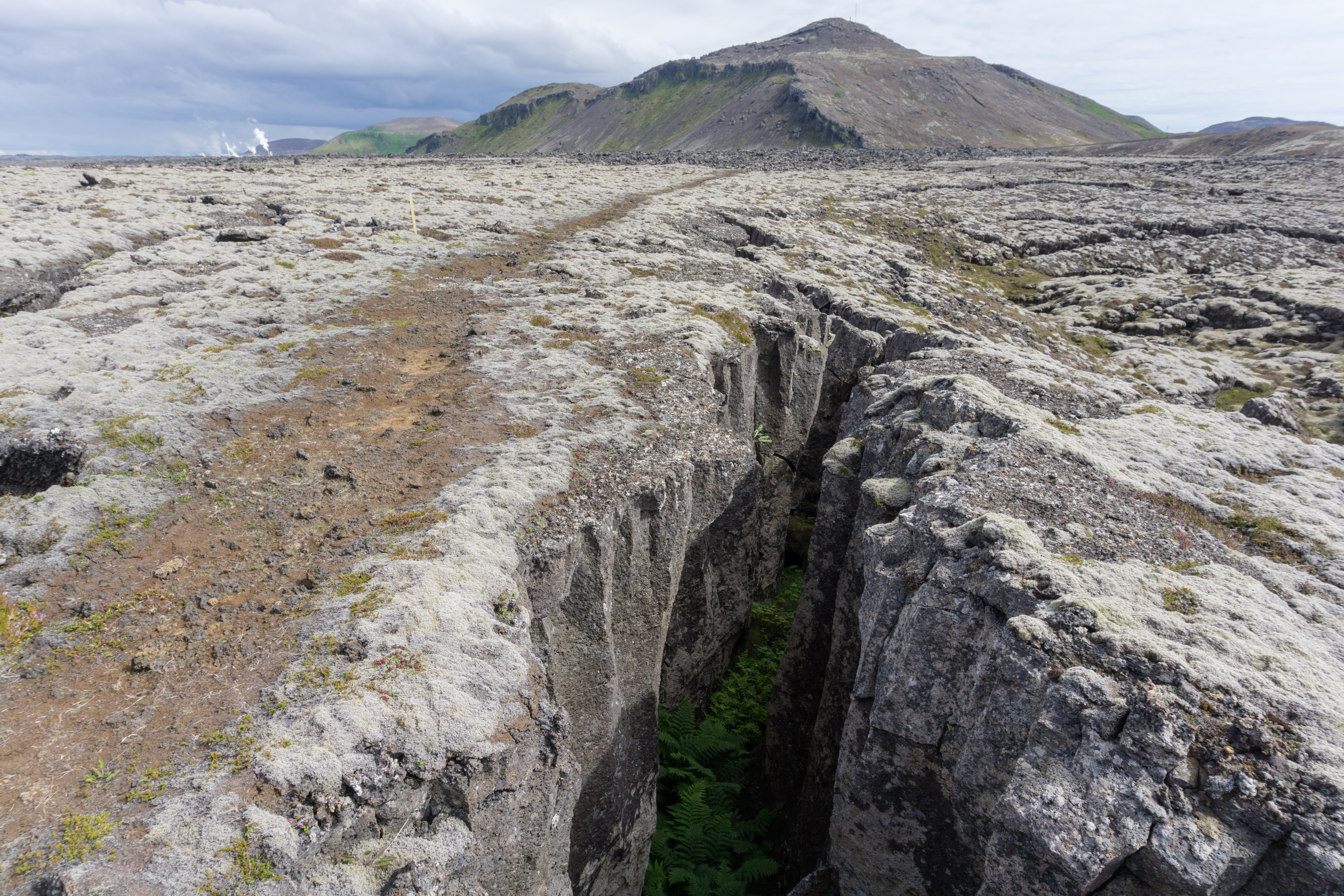
Paisagem vulcânica